# Base aérienne de Schaffen
 (avril 2025).
Si vous disposez d'ouvrages ou d'articles de référence ou si vous connaissez des sites web de qualité traitant du thème abordé ici, merci de compléter l'article en donnant les références utiles à sa vérifiabilité et en les liant à la section « Notes et références ».
La base aérienne de Schaffen ou base aérienne de Diest (code IATA : / • code OACI : EBDT) est un aérodrome militaire se situant à Schaffen, sur le territoire de la ville de Diest, dans la province du Brabant flamand, en Belgique.

## Histoire
La création de la base remonte à la Première Guerre mondiale, en 1914 lorsqu'après avoir envahi la Belgique, les hommes de la Luftstreitkräfte (l'armée de l'air de l'Empire allemand) bâtirent la base pour y stationner leurs appareils.
Lorsque la Seconde Guerre mondiale débuta, la base abritait notamment des chasseurs d'origine britannique Hawker Hurricane, qui furent bombardés au sol dès les premières heures du conflit et ne purent riposter. La base fut d'ailleurs détruite également lors de ces bombardements. Les Nazis la remirent en état et y installèrent leurs fameux bombardiers en piqué Stuka.
Après la guerre, la base de Schaffen servit un temps comme base accueillant l'école élémentaire de vol, mais celle-ci fut transférée à la base aérienne de Gossoncourt en 1950.
La base comprend un mémorial relatif au crash de Detmold, ainsi que 21 des tombes des 38 victimes.

## Piste
La piste est en herbe, orientée 04/22 et fait 697 mètres de longueur.